# 넬손 로욜라
넬손 로욜라 토리엔테(스페인어: Nelson Loyola Torriente, 1968년 8월 3일~)는 쿠바의 펜싱 선수, 지도자로 주 종목은 에페이다. 2000년 하계 올림픽에서 남자 에페 단체전 동메달을 획득했으며 세계 선수권 대회에서 금메달 1개와 동메달 2개를 획득했다. 
현역 은퇴 후에는 펜싱 지도자로 활동하고 있으며 벨기에로 건너가 벨기에 에페 펜싱 대표팀을 지도했다.

## 개인사
아들인 네이세르 로욜라는 벨기에 펜싱 국가대표 선수로 활동하고 있다.